# ناناتسو نو كو
ناناتسُو نو كو (七つの子، الأطفال السبعة) هي أغنية أطفال ذات شعبية يابانية مكتوبة بواسطة أُوجوٌ نوگُوچِي (野口雨情) وتلحين ناگايو موتوٌرِي (本居 長世) نُشرت في مجلة كِين نو فونيه (السفينة الذهبية) عام 1921

## ذكرها فيالمحقق كونان
تم ذكر الأغنية في المحقق كونان علي ان نغمتها هي النغمة التي تصدُر لمن يتصل برقم زعيم المنظمة السوداء، تم ذكرها أول مرة عندما وقعت منازلة بين كونان إدوغاوا، عندها إتصلت بالزعيم فسمع نغمة أغنية الأطفال السبعة، وكان ذلك في الحلقة 345 «المواجهة وجهاً لوجه مع المنظمة السوداء: لغزان في ليلة اكتمال القمر» أو كما تُعرف في صفوف المُعجبين بحلقة الهالوين.